# Dioctria samarana
Dioctria samarana är en tvåvingeart som beskrevs av Becker 1923. Dioctria samarana ingår i släktet Dioctria och familjen rovflugor. Inga underarter finns listade i Catalogue of Life.